# Das Wirtshaus von Dartmoor (Film)
Das Wirtshaus von Dartmoor ist ein deutscher Kriminalfilm, der von Dezember 1963 bis Januar 1964 unter der Regie von Rudolf Zehetgruber in West-Berlin gedreht wurde. Die Verfilmung des gleichnamigen Romans von Victor Gunn (Originaltitel: The Painted Dog) wurde von Gero Wecker produziert, der damit am Erfolg der Edgar-Wallace-Filme teilhaben wollte. Bundesweiter Kinostart des Schwarzweißfilms war am 10. April 1964.

## Handlung
Im Wirtshaus „Dartmoor Inn“, das sich inmitten einer düsteren Moorlandschaft befindet, verkehren ehemalige Strafgefangene ebenso wie Beamte des unweit gelegenen und berüchtigten Zuchthauses Dartmoor. Innerhalb von drei Jahren ist bereits zwölf Schwerverbrechern die Flucht aus dem Gefängnis gelungen. Von den Flüchtigen fehlt, bis auf Postkarten aus dem Ausland, jegliches Lebenszeichen. Inspektor Cromwell von Scotland Yard glaubt, dass ein gewisser Rechtsanwalt Basil Gray mit der Sache zu tun hat. Bei dessen Verein „Schmetterling“ waren alle geflohenen Sträflinge Mitglied.
Bei seinen ersten Ermittlungen trifft Cromwell auf einen vermeintlichen Fotografen, der sich unter dem Namen Anthony Smith im „Dartmoor Inn“ einquartiert hat. Der Australier Smith betreibt dort eigene Nachforschungen und belauscht ein Gespräch zwischen dem Inspektor und dem Gasthausbesitzer Mr. Simmons, einem ehemaligen Zuchthauswärter. Smith vertraut der Kellnerin Evelyn Webster an, auf der Suche nach einem gewissen Rayburn zu sein, dem letzten der zwölf Verschwundenen. Evelyn gibt ihm den Tipp, sich bei Rechtsanwalt Basil Gray in London zu erkundigen.
Grays Sekretärin Joyce Trevor erkennt, dass es sich bei Smith in Wahrheit um Rayburns ehemaligen Kollegen Anthony Nash handelt. Er erzählt Joyce, dass Rayburn in Australien einen Mord beging und den Verdacht auf ihn lenken wollte. Sowohl Nash als auch Inspektor Cromwell haben den Verdacht, dass sich Rayburn und die anderen Vermissten längst nicht mehr unter den Lebenden befinden. Kurze Zeit später werden ein Papierhändler, der mit den offensichtlich gefälschten Postkarten in Zusammenhang steht, sowie ein Verbindungsmann Grays in Plymouth ermordet.
Um die ins Stocken geratenen Ermittlungen wieder in Gang zu kriegen, fingiert Nash einen Überfall und landet selbst im Zuchthaus Dartmoor. Wie die zwölf Geflohenen lässt er Rechtsanwalt Gray eine beträchtliche Geldsumme zukommen. Und wie seine Vorgänger erhält er kurze Zeit später durch einen versteckten Zettel in einem Buch die genauen Anweisungen zur Flucht. Unterdessen geschehen mysteriöse Dinge im „Dartmoor Inn“. Die Kellnerin Evelyn Webster telefoniert dort mit Rechtsanwalt Gray, der kurz nach dem Gespräch in seinem Londoner Büro verhaftet wird. Als Mrs. Simmons, die Frau des Gasthausbesitzers, Evelyn in eine finstere Köhlerhütte im Moor folgt, wird sie von Grays ehemaligem Fahrer Billy ermordet. Wie Cromwell jetzt von dem Anwalt erfährt, ist noch am Abend Nashs Flucht aus dem Zuchthaus geplant. Im „Dartmoor Inn“, in dem Joyce Trevor gerade ein Zimmer gemietet hat, soll er von einem Verbindungsmann erwartet werden.
Tatsächlich gelingt es Nash, aus dem streng bewachten Zuchthauskomplex zu entkommen. Die Flucht führt Nash über einen Geheimweg durch das Moor zum Wirtshaus. Dort landet er direkt vor dem Gewehrlauf des Mannes, der bereits zwölf Menschenleben auf dem Gewissen hat: Mr. Simmons. Als Wärter des Zuchthauses wurde er einst durch einen flüchtenden Sträfling schwer verletzt und nahm durch die Morde Rache an den Gefangenen. Der Verein „Schmetterling“ war nicht an den Morden beteiligt. Gray hatte lediglich die Flucht organisiert. Anthony Nash, der Simmons als Mörder entlarvt, wird im letzten Moment von Inspektor Cromwell gerettet.

## Entstehungsgeschichte

### Vorgeschichte
Im Zuge der seit 1959 vom Constantin-Filmverleih vermarkteten Edgar-Wallace-Filme der Rialto Film entstanden in den 1960er Jahren zahlreiche weitere Kriminalfilme nach ähnlichem Muster. Der seit den 1950er Jahren erfolgreiche Filmproduzent Gero Wecker hatte Anfang 1963 mit Die weiße Spinne (Regie: Harald Reinl) nach einem Roman von Louis Weinert-Wilton bereits einen erfolgreichen Film des Genres produziert. Von weiteren Erfolgen des Vorjahres angespornt, war man weiterhin auf der Suche nach geeigneten Krimi-Stoffen, wobei man schließlich auf den englischen Schriftsteller Victor Gunn (eigentlich Edwy Searles Brooks; 1889–1965) aufmerksam wurde.

### Vorproduktion und Drehbuch
Der erfahrene Drehbuchautor Egon Eis schrieb unter dem Pseudonym Albert Tanner ein Drehbuch nach dem erstmals 1955 veröffentlichten Roman Das Wirtshaus von Dartmoor (Originaltitel: The Painted Dog), der 1957 im Goldmann Verlag in deutscher Sprache erschienen war. Regie führte der aus Wien stammende Regisseur Rudolf Zehetgruber, der unter anderem die Filme Die schwarze Kobra und Die Nylonschlinge (beide 1963) inszeniert hatte und dadurch ebenfalls mit dem Genre vertraut war. Offensichtlich lag der Filmproduktion mehr daran, den Stil der Edgar-Wallace-Filme zu kopieren als eine originalgetreue Romanverfilmung zu realisieren. So fiel die Rolle des Inspektor Cromwell deutlich kleiner aus als in der Buchvorlage. Sergeant Johnny Lister, eine der Hauptfiguren in Gunns Kriminalromanen, wurde für den Film zunächst gänzlich gestrichen. Er erscheint dann aber ganz zum Schluss in einer Nebenrolle des Films irgendwie doch noch, als allerdings ungenannter „namenloser“ Sergeant und Assistent von Inspektor Cromwell, dargestellt von Wolfgang Völz. Außerdem verpflichtete man auch ansonsten fast ausnahmslos Darsteller, die dem Publikum bereits aus Edgar-Wallace- oder ähnlichen Filmen vertraut waren.

### Dreharbeiten
Die Dreharbeiten fanden von Dezember 1963 bis Januar 1964 in West-Berlin statt. Die Atelieraufnahmen drehte man in den Arca-Filmatelier in Berlin-Pichelsberg. Für das Szenenbild waren die Filmarchitekten Ernst H. Albrecht und Max Vorwerg verantwortlich. Werner M. Lenz fungierte zugleich als Kameramann und Herstellungsleiter.

### Filmmusik
Die Filmmusik stammt von Peter Thomas. Als Hauptthema verwendete er die Melodie des englischen Volksliedes Greensleeves.

## Rezeption

### Veröffentlichung
Die FSK gab den Film am 3. April 1964 ab 16 Jahren frei. Am 10. April startete der laut Filmplakat „erste Victor Gunn Krimi“ in den Kinos. Wie die noch im gleichen Monat gestarteten Krimis Wartezimmer zum Jenseits nach James Hadley Chase und Die Gruft mit dem Rätselschloss nach Edgar Wallace konnte auch Das Wirtshaus von Dartmoor geschäftlich die hohen Erwartungen der Constantin-Film nicht erfüllen. Damit folgte dem Film keine weitere Victor-Gunn-Adaption mehr.
Am 27. März 1972 wurde Das Wirtshaus von Dartmoor im Ersten Programm erstmals im Fernsehen ausgestrahlt. In den 1980er Jahren erschien er in einer um zehn Minuten gekürzten Fassung als VHS-Kaufvideo. Im Jahr 2012 erschien eine bis auf die Verleihfanfare komplette Version auf DVD.

### Kritiken
„Mit stets wechselnden Spannungs- und Überraschungsmomenten, routinierten Interpreten der geeichten Krimi-Figuren und richtig gemixter Atmosphäre […]“

„Verworrener Kriminalfilm, routiniert entwickelt nach den Mustern einschlägiger (Edgar-Wallace-)Vorbilder, garniert mit viel Grusel in Sumpf und Nebel.“

„Spannend wie ein Krimi von Francis Durbridge oder Edgar Wallace.“